# Louise Redknapp
 (novembre 2019).
Si vous disposez d'ouvrages ou d'articles de référence ou si vous connaissez des sites web de qualité traitant du thème abordé ici, merci de compléter l'article en donnant les références utiles à sa vérifiabilité et en les liant à la section « Notes et références ».
Pour les articles homonymes, voir Redknapp.
Louise Elizabeth Redknapp, née Nurding le 4 novembre 1974 à Lewisham, est une chanteuse anglaise. Membre du groupe Eternal, elle poursuit une carrière solo sous le nom de Louise.

## Vie privée
Le 29 juin 1998 elle épouse le footballeur Jamie Redknapp. 
Ensemble ils auront deux fils : Charles William "Charley" Redknapp (né le 27 juillet 2004), et Beau Henry Redknapp (né le 10 novembre 2008). 
Ils demandent le divorce le 27 décembre 2017.

## Carrière
En 2004, elle a été élue la « femme la plus sexy de la décennie » par le magazine FHM.
Elle a présenté le show culinaire Something for the Weekend avec Simon Rimmer et Tim Lovejoy.
En 2016 elle participe à la 14e saison de Strictly Come Dancing. Elle terminera à la deuxième place. 